# Lengyel Tamás (költő)
Lengyel Tamás (Nagyszőlős, 1971. június 29. –) kárpátaljai születésű, Móricz Zsigmond-ösztöndíjas költő, műfordító, szinkrondramaturg, szerkesztő, a Véletlen Balett című irodalmi folyóirat (1999–2005) társalapítója és a Véletlen Balett Alapítvány (2000-2015) elnöke.

## Életpályája
1993-ban az Ungvári Egyetem magyar nyelv és irodalom szakán szerzett diplomát. 1993-tól 1995-ig az Ungvári Rádió és Televízió magyar adásainak műsorvezető-szerkesztője. 1994-95-ben a Pánsíp című irodalmi és kulturális folyóirat munkatársa. 1995-ben Budapestre települt. Az ELTE-n angol szakos tanári végzettséget szerzett 1998-ban. 1989-től publikál verset, prózát, később műfordításokat.
Jelenleg szabadúszó fordítóként és tanárként dolgozik.[forrás?]
Szülei: Lengyel Tamás és Kurbel Katalin Alice. Gyermekei: Bátor (2001), Milán (2003), Alma (2006). Felesége (2010-től) Lengyel (született: Szanyi) Mónika. Bátyja: Krafcsik Adolf.

## Művei
- S. K. arabeus; Kortárs, Bp., 1998 (ÚjLátószög)
- Tamás evangéliuma; Kortárs, Bp., 2004
- Lump úr & Co.; Tipp Cult, Bp., 2008 (Parnasszus könyvek. Új vizeken)

### Műfordításai
- Jeanette Winterson: Teher (kisregény, Palatinus, Budapest, 2008)
- Erik Larson: Fenevadak kertje (dokumentumregény, Könyvmolyképző Kiadó, 2015)
- Hannah Kent: Rekviem egy gyilkos asszonyért (regény, Könyvmolyképző Kiadó, 2016)

## Díjai
- Kárpátaljai Magyar Irodalmi Nívódíj (2000)
- Móricz Zsigmond-ösztöndíj (2004)
- Keresztury Dezső-jutalom (2005)